# ريان تاكر (لاعب كرة قدم أمريكية)
ريان تاكر (بالإنجليزية: Ryan Tucker)‏ هو لاعب كرة قدم أمريكية أمريكي، ولد في 12 يونيو 1975 في مدلاند في الولايات المتحدة.

## وصلات خارجية
- ريان تاكر على موقع مرجع كرة القدم المحترفة.كوم (الإنجليزية)